# Parc d'État de Wyalusing
Le Parc d'État de Wyalusing (en anglais : Wyalusing State Park) est une réserve naturelle située dans l'État du Wisconsin, aux États-Unis.